# Michael Seemayer
Michael Seemayer (* 17. August 1976 in Vöcklabruck) ist ein österreichischer Gewerkschaftsfunktionär und Politiker der Sozialdemokratischen Partei Österreichs (SPÖ). Seit dem 23. Oktober 2019 ist er Abgeordneter zum Nationalrat.

## Leben

### Ausbildung und Beruf
Michael Seemayer besuchte nach der Volks- und Hauptschule in Timelkam im Schuljahr 1990/91 die HTL Wels. Anschließend begann er bei der Lenzing AG eine Lehre zum Prozessleittechiker und Betriebselektriker, die er 1995 abschloss. 1996 absolvierte er den Zivildienst, bis 2003 war er bei der Lenzing AG als Facharbeiter tätig.
Im Oktober 2000 wurde er bei einer Sitzung des Bundesjugendvorstandes zum Jugendvorsitzenden der Fraktion Sozialdemokratischer GewerkschafterInnen gewählt, Ende 2002 folgte ihm in dieser Funktion Mario Lindner nach. 2002/03 besuchte er die Sozialakademie der Kammer für Arbeiter und Angestellte in Mödling. Ab 2003 war er als Regionalsekretär in Wels bei der Gewerkschaft PRO-GE, mit 1. August 2018 folgte er Walter Schopf als Landessekretär der Produktionsgewerkschaft nach.
Seemayer ist Vater einer Tochter und eines Sohnes.

### Politik
Seit 2017 ist er stellvertretender Ortsparteivorsitzender der SPÖ in Regau, 2018 wurde er kooptiertes Mitglied des Vorstandes der Arbeiterkammer Oberösterreich. Bei der Nationalratswahl 2019 kandidierte er für die SPÖ hinter Alois Stöger und Eva Maria Holzleitner als Listendritter im Landeswahlkreis Oberösterreich. Am 23. Oktober 2019 wurde er zu Beginn der XXVII. Gesetzgebungsperiode als Abgeordneter zum österreichischen Nationalrat angelobt. Im SPÖ-Parlamentsklub fungiert er in der 27. Gesetzgebungsperiode als Bereichssprecher für Zivildienst sowie seit Mitte 2023 als Bereichssprecher für Lehrlinge.
Im November 2020 wurde er als Nachfolger von Walter Haberl ab 1. Jänner 2021 in den Vorstand der Arbeiterkammer Oberösterreich gewählt. Seit November 2021 ist er als Nachfolger von Andreas Stangl Fraktionsvorsitzender der Fraktion Sozialdemokratischer GewerkschafterInnen (FSG) in der Vollversammlung der Arbeiterkammer Oberösterreich. Im April 2023 wurde er als Landesvorsitzender der FSG OÖ bestätigt. Für die Nationalratswahl 2024 wurde er hinter Eva Maria Holzleitner auf Platz zwei der SPÖ-Landesliste gereiht. In der XXVIII. Gesetzgebungsperiode wurde er im März 2025 Bereichssprecher für Konsumentenschutz und Lebensmittelsicherheit.